# Voltinia sanarita
Voltinia sanarita is een vlindersoort uit de familie van de prachtvlinders (Riodinidae), onderfamilie Riodininae.
Voltinia sanarita werd in 1902 beschreven door Schaus.